# El Ocotal, Altamirano
El Ocotal är en ort i Mexiko.   Den ligger i kommunen Altamirano och delstaten Chiapas, i den sydöstra delen av landet, 800 km öster om huvudstaden Mexico City. El Ocotal ligger 1 084 meter över havet och antalet invånare är 123.
Terrängen runt El Ocotal är kuperad åt nordväst, men åt sydost är den bergig. Runt El Ocotal är det ganska glesbefolkat, med 34 invånare per kvadratkilometer. Närmaste större samhälle är Nuevo San Carlos, 6,9 km väster om El Ocotal. I omgivningarna runt El Ocotal växer i huvudsak städsegrön lövskog.